# Expedició 2
L'Expedició 2 (també anomenada ISS EO-2) va ser la segona estada de llarga durada en l'Estació Espacial Internacional, immediatament després de l'Expedició 1. Els seus tres tripulants van estar a bord de l'Estació de març a l'agost de 2001. A més del manteniment de l'estació, la tripulació va ajudar en diverses missions de manteniment de l'estació, va donar la benvinguda al primer turista espacial Dennis Tito, i van dur a terme alguns experiments científics.
La tripulació estava formada per un Comandant rus Iuri Ussatxov, i dos enginyers de vol americans, Susan Helms i James Voss. Els tres havien estat a l'estació breument l'any anterior, durant la missió de 10 dies en el STS-101 del maig del 2000.
Els tripulants de l'Expedició 2 van ser portats a l'estació a bord del Transbordador Espacial Discovery durant la missió STS-102. Aquesta expedició va començar quan el Discovery es va desacoblar el 10 de març de 2001, portant l'Expedició 1 a la seva fi. A més dels vols del transbordador espacial que va reunir a la tripulació a l'estació, havia dues missions visitadores del transbordador espacial i una missió Soiuz que es va acoblar a la ISS durant l'Expedició Dos.
A l'agost, el Discovery va intercanviar les tripulacions de llarga durada de nou, de manera que la tripulació de la següent expedició. L'Expedició 2 va finalitzar quan el Discovery es va desacoblar de l'estació el 20 d'agost de 2001.

## Tripulació
Els tres membres de la tripulació havien visitat l'Estació Espacial Internacional junts el maig de 2000 a bord del STS-101. A més d'aquest vol espacial, el comandant de l'Expedició 2 Iuri Ussatxov també va realitzar dos altres vols espacials, els quals eren missions de llarga durada a bord de la Mir (EO-15 i EO-21).
A més de la missió STS-101, l'enginyera de vol Susan Helms tenia tres altres vols espacials, tots dels quals eren missions del transbordador espacial (STS-54, STS-64 i STS-78). James Voss també va tenir tres altres vols espacials, i tots eren missions del transbordador espacial (STS-44, STS-53 i STS-69).
| Posició           | Astronauta                            | Astronauta                            |
| ----------------- | ------------------------------------- | ------------------------------------- |
| Comandant         | Iuri Ussatxov, RSA Quart vol espacial | Iuri Ussatxov, RSA Quart vol espacial |
| Enginyer de vol 1 | Susan Helms, NASA Cinquè vol espacial | Susan Helms, NASA Cinquè vol espacial |
| Enginyer de vol 2 | James Voss, NASA Cinquè vol espacial  | James Voss, NASA Cinquè vol espacial  |

## Fets de la Missió

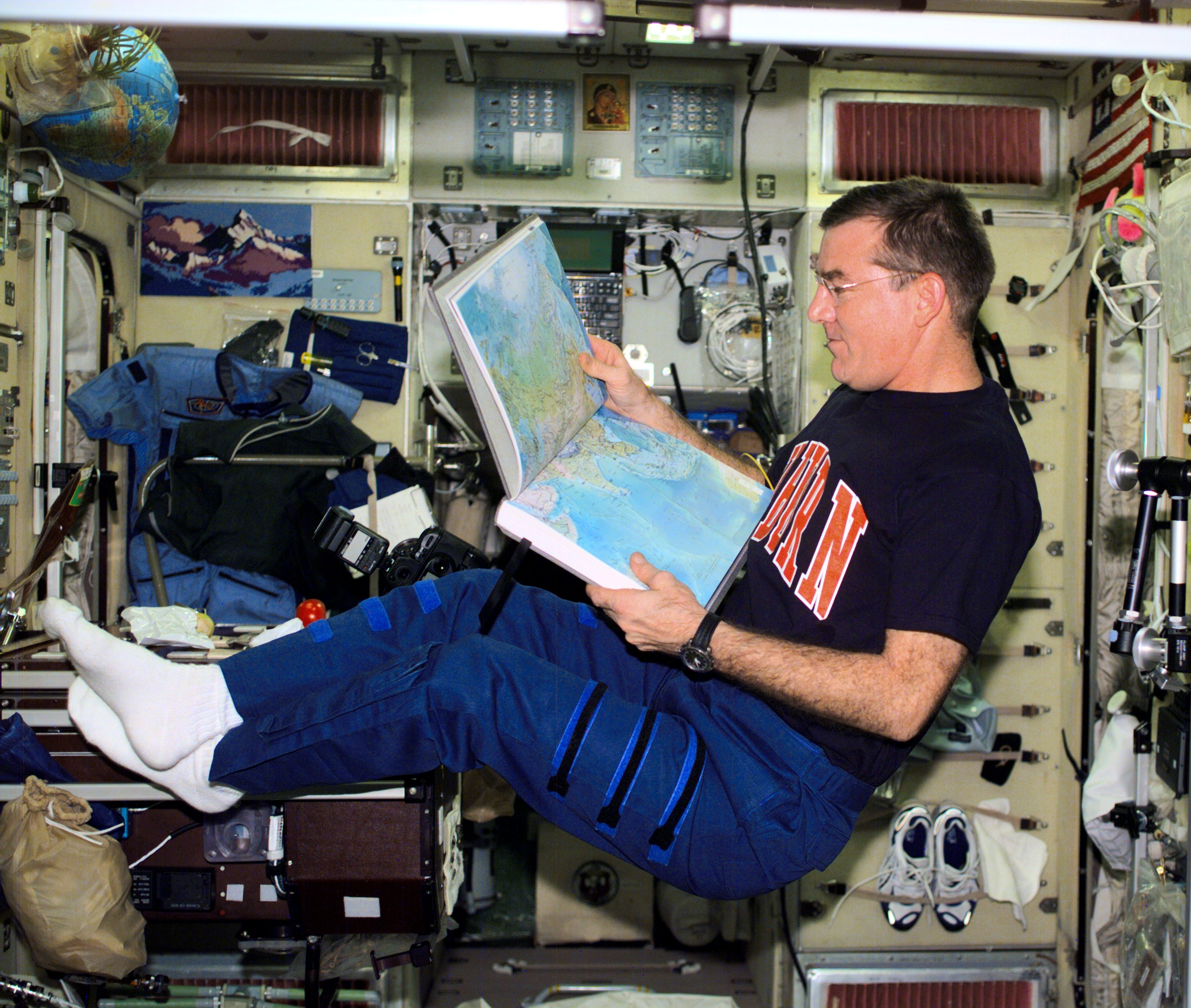
L'enginyer de vol de l'Expedició 2, James S. Voss, mira un atles en el mòdul de servei Zvezda. (NASA)

L'Expedició 2, fou la segona tripulació de llarg termini per a l'Estació Espacial Internacional arribant al març de 2001. Ells van tornar a la Terra en la missió STS-105, el 22 d'agost de 2001 després d'haver passat 163 dies a bord de l'estació i 167 dies a l'espai. Només en Voss va realitzar un passeig espacial en el STS-101, juntament amb Jeffrey Williams.
Durant aquesta expedició, els centres de recerca enviats a l'Estació Espacial van incloure una Human Research Facility, dos armaris EXPRESS (Expedite the Processing of Experiments to the Space Station), un que contenia l'Active Rack Isolation System i l'altre el Payload Equipment Restraint System. també van preparar el laboratori Destiny per permetre propers experiments a realitzar.
Un aspecte important va ser a aconseguir una millor comprensió de com protegir els membres de la tripulació de la radiació mentre treballen i fan vida a l'espai. Exposició a la radiació en dosis altes durant llargs períodes pot danyar les cèl·lules humanes i causen càncer o lesió del sistema nerviós central.

### Llançament i acoblament
Els tres membres de la tripulació de l'Expedició 2 van ser enlairats amb èxit el 8 de març de 2001, amb la missió del transbordador espacial Discovery STS-102. Es va acoblar a l'Estació Espacial Internacional el 10 de març, però l'Expedició 2 no va començar fins que la tripulació anterior es va desacoblar de l'estació el 18 de març.

### STS-100
Els primers visitants de l'estació durant l'Expedició 2 va ser la tripulació del STS-100, quan van atracar el transbordador espacial Endeavour amb l'ISS el 21 d'abril de 2001. Es va passar vuit dies acoblat a l'estació. El principal objectiu d'aquesta missió era lliurar i instal·lar el Canadarm2 a l'ISS, que és un braç robòtic similar al Canadarm que s'utilitza en alguns vols del transbordador espacial. Una missió posterior en el 2002, el STS-111, podria oferir una plataforma de base mòbil que permeti el Canadarm2 tenir un abast més àmpli.

### ISS EP-1
L'endemà que el transbordador espacial es va desacoblar, la nau russa Soiuz TM-32 va ser acoblada a l'estació, transportant als cosmonautes amb experiència en vols espacials anteriors, com també en Dennis Tito, el primer turista espacial. Aquesta missió dia vuit dies es refereix de vegades com la ISS EP-1, ISS-2S, Soyuz 2 Taxi Flight, o simplement per la seva nau espacial llançament Soiuz TM-32. El comandant de la missió era el cosmonauta visitant kazakh Talgat Mussabàiev, que havia estat anteriorment en dues missions de llarga durada a bord de l'estació espacial Mir en la dècada de 1990. L'altre membre de la tripulació de la ISS EP-1, va ser Yuri Baturin, que havia realitzat un altre vol espacial, el Mir EP-4, que va ser una missió de visita a la Mir amb la nau espacial Soiuz TM-28. La primera missió Baturín es va produir durant la missió de llarga durada Mir EO-25, així que ell i Mussabàiev ja havien estat a l'espai junts abans de la ISS EP-1; de fet, tots dos van ser aterrats amb la nau espacial Soiuz TM-27 a l'agost de 1998.

### STS-104
Al juliol, el transbordador espacial Atlantis es va acoblar a l'estació per a una visita de vuit dies com a part de la missió STS-104. El principal objectiu d'aquesta missió va ser la instal·lació de la Cambra del Quest a l'estació.
La tripulació del STS-104 va realitzar 3 passeigs espacials.
Primer passeig espacial; Instal·lació de Cambra d'Aire
La primera caminada espacial va tenir lloc el 15 de juliol, i es va centrar en la instal·lació de la Cambra d'Aire del Quest. Els caminants espacials va ser ajudat per Susan Helms, usant el braç robòtic de l'estació, va aixecar la nova càmbra d'aire de la zona de càrrega de l'Atlantis i la va moure al mòdul Unity de l'estació. Durant més de 5 horss i 59 minuts de passeig espacial, Jim Reilly va treballar des d'una plataforma per als peus fixat a l'extrem del braç robòtic del transbordador, operat per Janet Kavandi. Després que els membres de la tripulació realitzessin la caminada espacial, dins de l'estació van adjuntar les connexions de la càmbra d'aire per evitar danys tèrmics.
Segon passeig espacial
La segona caminada espacial que va tenir lloc el 18 de juliol, va durar 6 hores i 29 minuts. Les escotilles internes entre el transbordador i l'estació es van tancar al final del dia 6, per tant la pressió de cabina de l'Atlantis es podria reduir en preparació per a la segona caminada. El principal objectiu va ser unir i connectar un tanc oxigen i de nitrogen. Susan Helms va operar el braç de l'estació per aixecar els tancs de la zona de càrrega del transbordador i maniobrar-los a la nova cambra d'aire. A la cambra d'aire, Mike Gernhardt i Jim Reilly va situar els tancs al seu lloc i van connectar els cables i les mànegues. Els astronautes van ser capaços d'arribar abans del previst i també instal·lar un altre tanc d'oxigen, deixant només un tanc per ser connectat a la tercera caminada espacial.
Tercer passeig espacial
La tercera caminada espacial, que va tenir lloc el 21 de juliol, va ser el primer passeig espacial sobre la nova Cambra d'Aire del Quest, i va durar 4 hores i 2 minuts. L'objectiu principal era instal·lar el tanc de nitrogen final fora de la cambra d'aire. Aquesta caminada espacial va provar un nou protocol desenvolupat per l'exconductor comercial Mike Gernhardt: essencialment l'exercici de respiració de l'oxigen mentre es purga el nitrogen dels cossos dels astronautes ".

### Desacoblament i aterratge
A l'agost, el transbordador espacial Discovery va tornar a l'estació durant la missió STS-105, que va portar als tres membres de la tripulació de l'Expedició 2 de tornada a la Terra. Es va desacoblar de l'estació el 20 d'agost de 2001, fet que marca el final de l'Expedició 2.

## Emblema de la missió
L'emblema de l'Expedició Dos de l'Estació Espacial Internacional representa l'Estació Espacial com es va constatar durant l'època de la segona tripulació que hi estava a bord. L'estació sobrevolant la Terra, constitueix la raó general per tenir una estació espacial: per beneficiar el món a través de la investigació científica i la cooperació internacional a l'espai. El número 2 és per a la segona expedició i es tanca en el MKS ciríl·lic i el llatí ISS, que són les sigles corresponents en rus i en anglès per a l'Estació Espacial Internacional. Les banderes dels Estats Units i Rússia mostren les nacionalitats de la tripulació que indica el caràcter conjunt del programa. Quan es va preguntar sobre les estrelles en el fons, un portaveu va dir que la tripulació "...representa als milers de treballadors espacials que han contribuït a la construcció reeixida de la nostra Estació Espacial Internacional."

## Activitats científiques

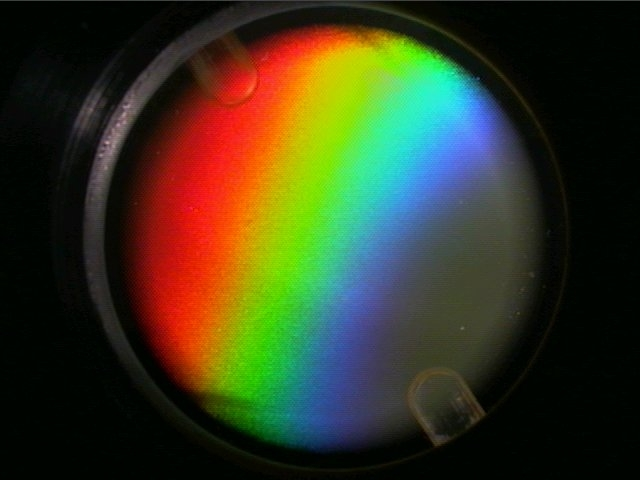
Una de les primeres imatges de l'Experiment of Physics of Colloids in Space (EXPPCS), realitzada durant l'Expedició 2. Es mostra el patró de difracció d'un cristall col·loïdal a partir d'un índex d'esferes de polimetilmetacrilat coincidides amb el dissolvent

Amb dos armaris científics, coneguts com l'EXPRESS Racks No. 1 i 2, van ser lliurats a l'estació a l'abril a bord del STS-100. Un dels experiments en l'EXPRESS Rank No. 2 va ser l'Experiment of Physics of Colloids in Space. Several different colloid mixtures were studied, and the analysis is still underway.

### NASA
1. 1 2  «ISS Expedition Two Crew».  NASA. Arxivat de l'original el 22 d’abril 2008. [Consulta: 3 gener 2011].
2. ↑  «Cosmonaut Bio: Yury Vladimirovich Usachev».   NASA, 01-08-2001.
3. ↑  «Astronaut Bio: Susan J. Helms».   NASA, 01-05-2007.
4. ↑  «Astronaut Bio: James S. Voss».   NASA. [Consulta: 3 gener 2011].
5. ↑  «International Space Station Expedition Two: Science Operations Overview».   NASA, 01-03-2001. Arxivat de l'original el 2010-11-24. [Consulta: 16 febrer 2013].
6. ↑  «HSF – STS-100 Shuttle Archives».   NASA. Arxivat de l'original el 21 d’agost 2010. [Consulta: 5 gener 2011].
7. ↑  «Soyuz 2 Taxi Flight Crew».   NASA. Arxivat de l'original el 4 de gener 2011. [Consulta: 5 gener 2011].
8. ↑  Boeing/NASA/United Space Alliance. «STS-104 Spacewalks: Installing a Spacewalking Portal».   Shuttle Press Kits, 2001. [Consulta: 21 octubre 2008].
9. 1 2 3  NASA. «STS-104 Extravehicular Activities».   NASA, 2001. Arxivat de l'original el 17 de setembre 2008. [Consulta: 21 octubre 2008].
10. ↑  NASA. «STS-104».   NASA, 2001. Arxivat de l'original el 21 de setembre 2008. [Consulta: 21 octubre 2008].
11. ↑  «International Space Station Imagery (Expedition 2 patch)».   NASA. Arxivat de l'original el 2010-12-31. [Consulta: 16 febrer 2013].
12. ↑  «Experiment of Physics of Colloids in Space (EXPPCS)».  Glenn Research Center. Arxivat de l'original el 11 de novembre 2010. [Consulta: 29 octubre 2010].
13. ↑  «EXPRESS Physics of Colloids in Space (EXPPCS)».   NASA, 19-10-2010. Arxivat de l'original el 25 de novembre 2010. [Consulta: 29 octubre 2010].